# Kapo (mythologie)
Pour les articles homonymes, voir Kapo (homonymie).
Dans la mythologie hawaïenne, Kapo est une déesse de la fertilité, de la sorcellerie et des pouvoirs obscurs. Elle peut prendre la forme qu'elle désire.
Elle est la fille de Hauméa et la mère de Laka, bien que certaines versions affirment que Laka et Kapo soient en réalité la même déesse.
Elle est la sœur de Kāne Milohai, Kā-moho-aliʻi, Pélé, Nāmaka et Hiʻiaka.